# Sébastien Touzé

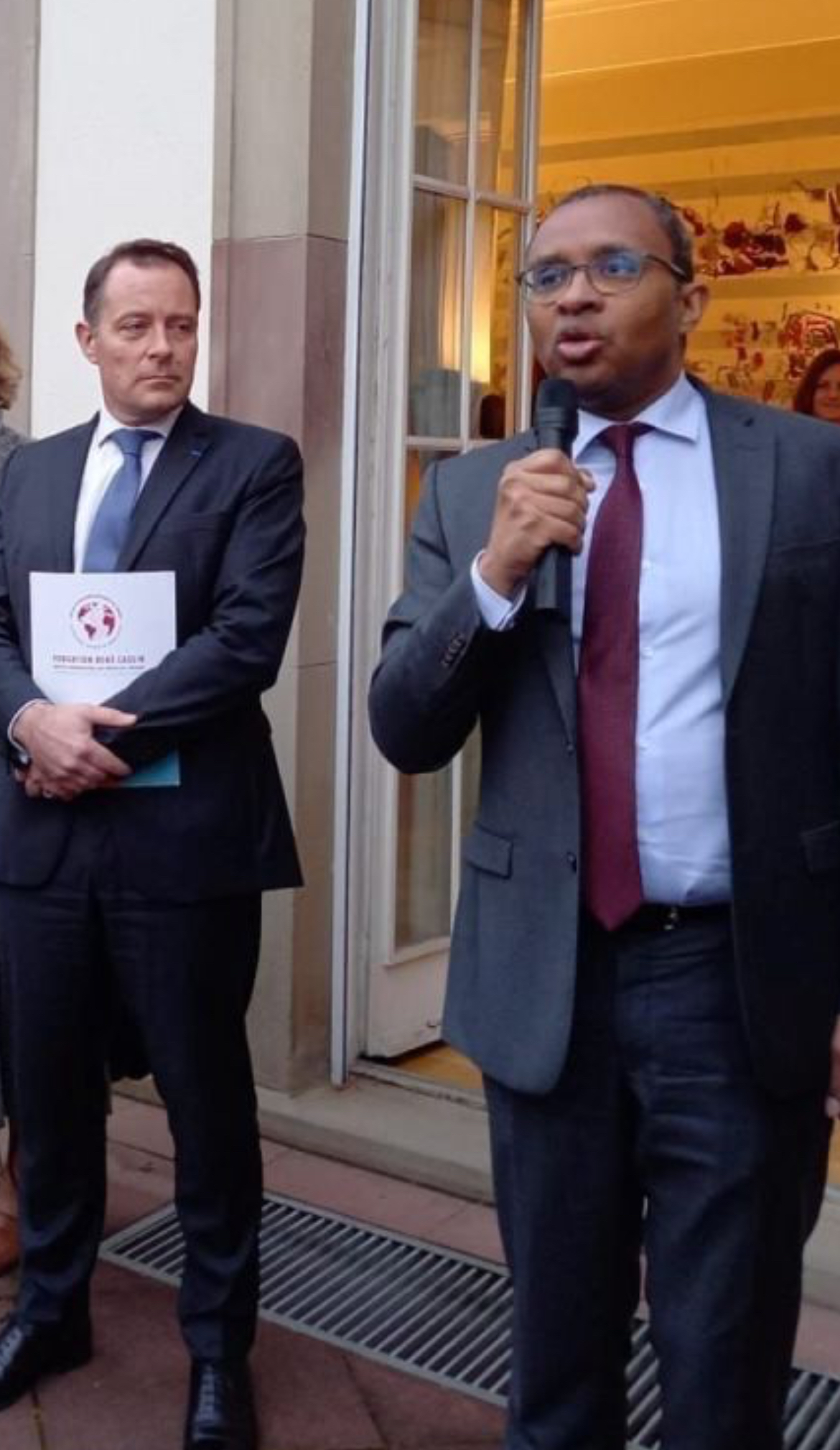
M. le Professeur Sébastien Touzé et M. l'Ambassadeur Pap Ndiaye

Sébastien Touzé, né le 24 mars 1976 à Morlaix (Finistère), est un juriste français.
Professeur de droit public à l'Université Paris-Panthéon-Assas, il est également directeur de la Fondation René-Cassin.
Expert en droit international public, il se consacre à l'étude des systèmes internationaux de protection des droits de l'homme et enseigne fréquemment dans diverses universités en France et à l'étranger. Il est également amené à intervenir régulièrement dans les médias français et étrangers sur des questions internationales.
Conseil régulier pour l'Organisation des Nations Unies et le Conseil de l'Europe, il intervient dans plusieurs pays pour le renforcement de capacités des institutions nationales étrangères.

## Biographie

### Parcours académique
Sébastien Touzé a effectué ses études au Collège et Lycée Saint François Xavier à Vannes (Morbihan) et à l'Institution de la Perverie à Nantes (Loire-Atlantique)
Étudiant à la Faculté de droit de Nantes de 1995 à 1999, il est diplômé, en septembre 2000, de la Faculté de droit de l'Université de Lausanne où il a été assistant diplômé de 2000 à 2004.
Assistant de recherche à l'Université de Fribourg de 2004 à 2006, il soutient sa thèse de doctorat portant sur la Protection diplomatique le 3 décembre 2006 sous la direction du Professeur Jean-François Flauss à l'Université Paris Panthéon-Assas. Son jury, présidé par le Président Gérard Cohen-Jonathan et composé de MM les professeurs Vincent Coussirat-Coustère, Luigi Condorelli et Louis Dubouis, lui décerne la mention très honorable avec les félicitations du Jury à l'unanimité.

### Parcours professionnel
Qualifié aux fonctions de Maître de conférences en 2007, il exerce cette fonction à l'Université de Nanterre jusqu'en 2008, année durant laquelle il est reçu troisième au Concours national d'agrégation de droit public.
Affecté à l'Université de Poitiers, il y exercera les fonctions de professeur de droit public jusqu'en septembre 2011.
Professeur à l'Université de Strasbourg de 2011 à 2014, il est ensuite affecté à l'Université Paris Panthéon-Assas en septembre 2014. Rattaché au CRDH, il dirige le Master Droits de l'Homme et justice internationale (Parcours droits de l'Homme et droit humanitaire) et la clinique de droit international d'Assas. Depuis décembre 2024, il préside le Département de droit public et de science politique de l'Université.
De décembre 2010 à janvier 2016, Sébastien Touzé a exercé les fonctions de Secrétaire général de l'Institut international des droits de l'homme sous la présidence de Jean Waline pour devenir, lors de la transformation de l'institution en Fondation reconnue d'utilité publique en décembre 2015, directeur de la Fondation René Cassin. Il travaille pendant douze ans aux côtés de Jean-Paul Costa au développement de cette institution notamment en créant, en plus des activités en France, un programme de formations délocalisées dans de nombreux pays du monde. Dans ce cadre, la Fondation René Cassin est particulièrement active dans plusieurs pays du continent africain et intervient également en Amérique du Sud, au Proche Orient et en Europe de l'Est.
En parallèle de ces fonctions, Sébastien Touzé a été élu au titre de la France, en octobre 2015, membre du Comité contre la torture des Nations Unies pour un mandat de quatre ans. Réélu en octobre 2019, il y exerce successivement les fonctions de Rapporteur et de Vice-Président. Durant ces deux mandats, il sera amené à examiner la situation des droits de l'homme dans de nombreux pays, en particulier en Europe, au Proche-Orient et en Afrique, Au-delà et sur le plan interne, il a activement travaillé à l'amélioration de la procédure de traitement des communications individuelles et au renforcement du dialogue avec les organes régionaux de protection des droits de l'homme.
Élu Secrétaire général de la Société française pour le droit international en 2012, il exerce cette fonction jusqu'en 2016.
Il a exercé, de janvier 2017 à décembre 2022, les fonctions de référent déontologue de la Région Grand Est. Premier déontologue de cette collectivité locale, il élabore le Code de déontologie des élus du Grand Est et se prononce sur plusieurs cas de conflits d'intérêts concernant des élus,. Il exercera également les fonctions de déontologue pour les agents de la Région et de référent alertes éthiques en application de la Loi Sapin 2.
Sébastien Touzé est également Juge ad’hoc à la Cour européenne des droits de l’homme au titre de la Principauté de Monaco.
Depuis 2019, il préside le Concours européen des droits de l'homme René-Cassin.

## Distinctions
- Chevalier de l'Ordre national du mérite, France (2022)[38].
- Chevalier de l'ordre de l'étalon, Burkina Faso (2022)[39].

## Publications
Sébastien Touzé dirige la collection de la Fondation René Cassin aux éditions Pedone. 
En plus de différentes chroniques dont il a la responsabilité, il est l'auteur de nombreux ouvrages et articles en droit international public et en droit international et européen des droits de l'homme.

### Ouvrages
- (dir.) (En collaboration avec O. de Frouville), 70 ans après l’adoption des conventions de Genève : le droit international humanitaire confronté à de nouveaux défis?, Pedone, Paris, 2022, 258 p.
- (dir.) (En collaboration avec E. Dubout), Refonder les droits de l’homme, Pedone, Paris, 2018, 317 p.
- (dir.), L’abolition universelle de la peine de mort, Pedone, Paris, 2016, 184 p.
- (dir.), La Cour européenne des droits de l’homme – une confiance nécessaire pour une autorité renouvelée, Pedone, Paris, 2016, 248 p.[41]
- (dir.) (En collaboration avec J. Andriantsimbazovina et L. Burgorgue-Larsen), La protection des droits de l’homme par les cours supranationales, Pedone, Paris, 2016, 270 p.
- (dir.) (En collaboration avec E. Decaux), La prévention des violations des droits de l’homme, Publications de l’Institut international des droits de l'homme, Pedone, Paris, 2015, 230 p.
- (dir.), La Cour européenne des droits de l’homme et la doctrine, Publications de l’Institut international des droits de l’homme, Pedone, Paris, 2013, 180 p.
- (dir.), Droit international et nationalité – Actes du colloque de la Société française pour le droit international, Pedone, Paris, 2012, 527 p.
- (dir.) (En collaboration avec J.-F. Flauss (+)), Les mutations de l’activité du Comité des Ministres du Conseil de l'Europe au titre de la surveillance de l’exécution des arrêts de la Cour européenne des droits de l’homme, Anthemis, Bruxelles, 2012, 196 p.
- (dir.) (En collaboration avec J.-F. Flauss (+)), Contentieux international des droits de l’homme et choix du forum : les instances internationales de contrôle face au forum shopping, Anthemis, Bruxelles, 2012, 140 p.
- (dir.) (En collaboration avec E. Dubout, L. Burgorgue-Larsen, A. Maitrot de la Motte), Droit de l’Union européenne et droit international : les interactions normatives, Pedone, Paris, 2012, 380 p.
- (dir.) (En collaboration avec F. Latty et J.-M. Thouvenin), Actes du colloque de Poitiers sur les techniques interprétatives de la norme internationale, R.G.D.I.P., 2/2011.
- (dir.) (En collaboration avec E. Dubout), Les droits fondamentaux : charnières entre ordres et systèmes juridiques, Pedone, Paris, (2010), 336 p.
- La protection des droits des nationaux à l’étranger – Recherches sur la protection diplomatique, Collection de la Fondation Marangopoulos, Pedone, Paris, 2007, 513 p.